# Ceruchus striatus
Ceruchus striatus is een keversoort uit de familie vliegende herten (Lucanidae). De wetenschappelijke naam van de soort is voor het eerst geldig gepubliceerd in 1859 door Leconte.